# Lythria purpuraria
Lythria purpuraria is een vlinder uit de familie van de spanners (Geometridae). De wetenschappelijke naam is gepubliceerd in 1758 door Linnaeus in de tiende editie van Systema naturae.
De soort komt voor in Europa.